# Турач чубатий
Тура́ч чубатий (Ortygornis sephaena) — вид куроподібних птахів родини фазанових (Phasianidae). Мешкає в Східній і Південній Африці.

## Опис

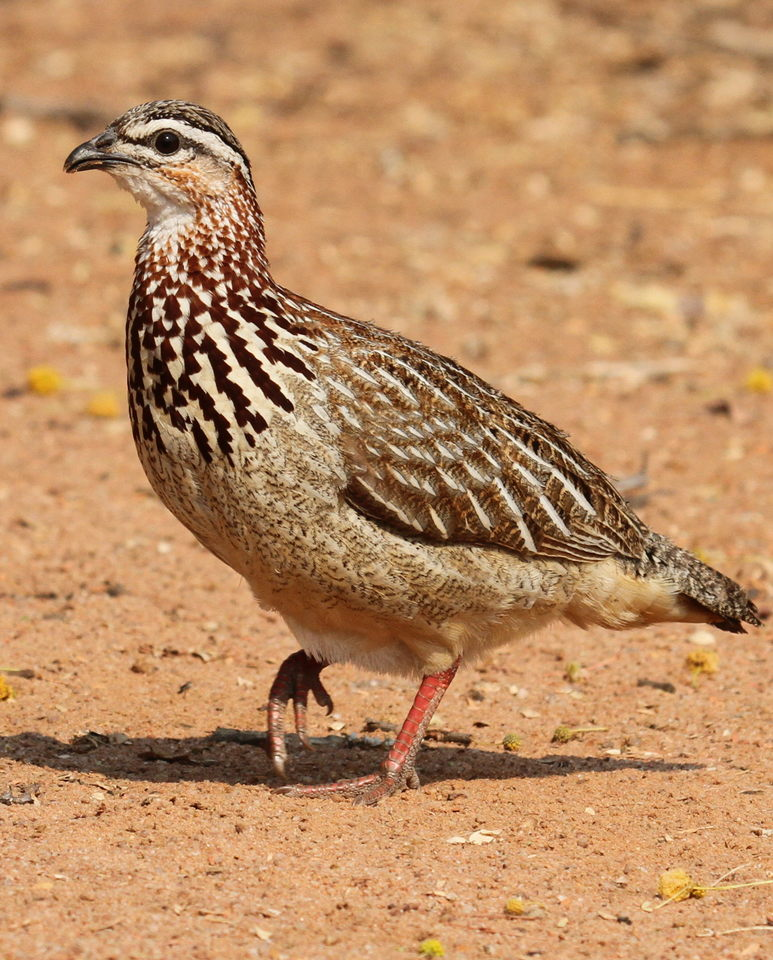
Чубатий турач (ПАР)

Довжина птаха становить 30-35 см, самці важать 308-417 г, самиці 225-353 г. Забарвлення строкате, переважно охристо-коричневе, спина рудувато-коричнева, поцяткована вузькими білими смужками, живіт блідий. Шия і груди поцятковані трикутними темними плямками. Верхня частина голови темна, пера на тімені можуть ставати дибки, формуючи чуб. Над очима широкі білі "брови". Дзьоб чорний, лапи червоні.

## Підвиди
Виділяють п'ять підвидів:
- O. s. grantii (Hartlaub, 1866) — від Південного Судану і західної Ефіопії до півночі центральної Танзанії;
- O. s. rovuma (Gray, GR, 1867) — узбережжя Кенії, Танзанії і північного Мозамбіку;
- O. s. spilogaster (Salvadori, 1888) — схід Ефіопії, Сомалі і північний схід Кенії;
- O. s. zambesiae (Mackworth-Praed, 1920) — від південної Анголи і північно-західної Намібії до заходу центрального Мозамбіку;
- O. s. sephaena (Smith, A, 1836) — від східного Зімбабве до піденно-східної Ботсвани, північного Мозамбіку і північного сходу ПАР.

## Поширення і екологія
Чубаті турачі мешкають в Ефіопії, Сомалі, Південному Судані, Кенії, Танзанії, Уганді, Демократичній Республіці Конго, Анголі, Намібії, Замбії, Зімбабве, Малаві, Мозамбіку, Ботсвані, Південно-Африканській Республіці і Есватіні. Вони живуть в саванах і галерейних лісах, в густих чагарникових заростях в долинах річок, в акацієвих і комміфорових рідколіссях. Зустрічаються парами або невеликими сімейними зграйками до 7 птахів, переважно на висоті до 15000 м над рівнем моря, в Сомалі місцями на висоті до 2200 м над рівнем моря. Живляться термітами та іншими комахами, равликами, насінням, цибулинами осоки, ягодами, взимку часто поїдають смолу акації. Сезон розмноження в ПАР триває з жовтня по березень, в Мозамбіку в червні-липні, в Ефіопії з березня по травень, в Сомалі з травня по червень. Чубаті турачі гніздяться в неглибокі заглибині в землі, яка встелюється травою і листям. В кладці від 4 до 9 яєць, інкубаційний період триває 19 днів.